# Pandemia de COVID-19 en Antigua y Barbuda
La pandemia del COVID-19 en Antigua y Barbuda llegó en marzo de 2020. Al 21 de febrero de 2022, se registraron 7 408 casos confirmados y 135 fallecidos y 309 recuperados.

## Antecedentes

### Primeros casos importados
El 12 de enero de 2020, la Organización Mundial de la Salud (OMS) confirmó que un nuevo coronavirus era la causa de una enfermedad respiratoria en un grupo de personas en la ciudad de Wuhan, provincia de Hubei, China, que se informó a la OMS el 31 de diciembre de 2019.
El índice de letalidad del COVID-19 ha sido mucho más bajo que el del SARS de 2003, pero la transmisión ha sido significativamente mayor, con un número total de muertes significativo.

## Cronología

### Marzo
El 13 de marzo de 2020, el primer ministro Gaston Browne anunció el primer caso del COVID-19 confirmado de Antigua y Barbuda. Browne dijo que el paciente comenzó a presentar síntomas el 11 de marzo. La mujer visitó un hospital privado donde los funcionarios médicos tomaron muestras que fueron enviadas al laboratorio de la Agencia de Salud Pública del Caribe (CARPHA) en Trinidad para su análisis. Browne aseguró que "no quedará piedra sin remover", ya que señaló que los funcionarios de salud están rastreando a cualquiera que haya conocido. Reveló que la única instalación de cuarentena de Antigua estaría en funcionamiento la semana siguiente y que el equipo de prueba llegaría poco después. El primer ministro ha pedido a los ciudadanos que tomen medidas de precaución, como lavarse las manos, evitar el contacto físico cercano y evitar grandes grupos. “Nunca debemos entrar en pánico, sino que debemos trabajar colectivamente con confianza y fe. Sigo confiando en que con nuestros esfuerzos colectivos y con la ayuda de Dios, superaremos los desafíos del COVID-19 y esto también pasará ". Browne también informó a los ciudadanos que otro caso sospechoso del COVID-19 había negativo. No se habían reportado casos en Barbuda.

## Estadísticas
Nota: Este tipo de gráfico sólo puede ser visualizado por Computadores y algunos teléfonos.
- Actualizado el 25 de mayo de 2020 con datos hasta las 17:30 horas del 25 de mayo de 2020

Casos totales en Antigua y Barbuda